# Rio Pium (vattendrag i Brasilien, Pará)
Rio Pium är ett vattendrag i Brasilien.   Det ligger i delstaten Pará, i den centrala delen av landet, 1 100 km norr om huvudstaden Brasília.
I omgivningarna runt Rio Pium växer i huvudsak städsegrön lövskog. Runt Rio Pium är det mycket glesbefolkat, med 3 invånare per kvadratkilometer.